# Lebia abdita
Lebia abdita är en skalbaggsart som beskrevs av Ronald B. Madge. Lebia abdita ingår i släktet Lebia och familjen jordlöpare. Inga underarter finns listade i Catalogue of Life.